# Shawn Huang

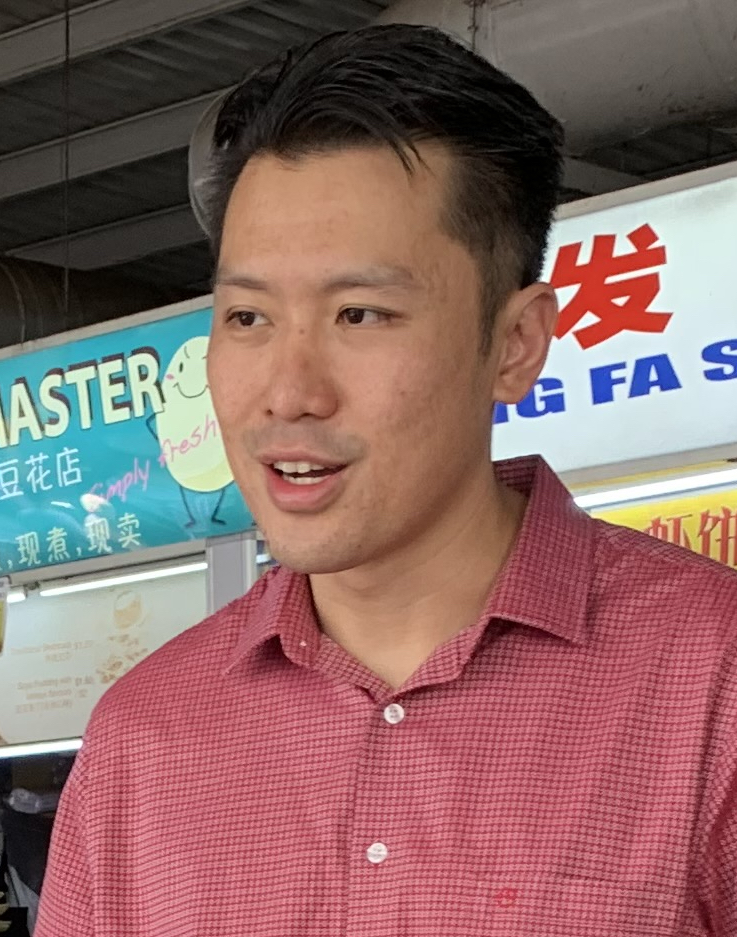
Shawn Huang (2020)

Shawn Huang Wei Zhong (* 1982) ist ein singapurischer Politiker (People’s Action Party). Er war seit 2014 Direktor bei Tasek Jurong Ltd, einer gemeinnützigen Organisation, und war früher F-16-Kampfpilot in der Luftwaffe der Republik Singapur.

## Bildung
Shawn Huang wurde in Singapur als Ingkiriwang Shawn Wei Zhong geboren. Ingkiriwang war der Familienname, den sein Urgroßvater adoptierte, als er noch in Indonesien war. 1989 wurde eine Urkundenumfrage durchgeführt, um den Nachnamen wieder in Huang zu ändern. Aufgrund administrativer Verwirrung war Huang jedoch erst 2018 als Ingkiriwang bekannt, als er Parade Commander für die 53. Parade zum Nationalfeiertag war.
Shawn schloss 2006 sein Studium der Luftfahrttechnik an der United States Air Force Academy ab.

## Karriere

### Militärkarriere
Shawn Huang trat 2001 als Auszubildender als Pilot in die Luftwaffe der Republik Singapur ein und hat über 1000 Flugstunden auf den CT4B, S211, A-4 Super Skyhawk und F-16 Fighting Falcon. Er hatte mehrere Personal- und operative Ernennungen inne und war der kommandierende Offizier der 140 Squadron. Er dient weiterhin seinem National Service (NS) als F-16-Kampfpilot.
Shawn Huang war der Parade-Kommandeur für Halimah Yacob feierliche Zeremonie am 14. September 2017.
Huang wurde online von einem Warrant Officer, der damals für die NDP-Logistikkontrollgruppe verantwortlich war, online wegen seiner Amtszeit als NDP-Kommandeur kritisiert. Huang wies die erhobene Behauptung zurück. Er erklärte auch die Geschichte der Änderung seines Nachnamens von Ingkiriwang nach Huang.

### Politik
Shawn Huang wurde für die Parlamentswahlen in Singapur 2020 eingesetzt und vertrat die People’s Action Party im Wahlkreis der Jurong Group. Darüber hinaus gibt es weitere Kandidaten in Jurong GRC, darunter Tharman Shanmugaratnam, Rahayu Mazam, Tan Wu Meng und Xie Yao Quan.
Xie Yao Quan ist Administratorin für die Neugestaltung des Gesundheitswesens im Alexandra Hospital, einem Mitglied des National University Health System (NUHS), spezialisiert auf die Community Care and Community Recovery Facility bei der COVID-19-Pandemie. Er engagiert sich seit 2015 freiwillig in der Gemeinde und ist bekannt an die Bewohner durch den Vorstand der Taskforce Kommunikation und Engagement von SG Enable und Merdeka Generation.
Er ersetzt den zurückgezogenen Kandidaten Ivan Lim Shaw Chuan. Er war Student am Singapore Polytechnic und General Manager der Schifffahrt in der Keppel Shipyard. Außerdem war er CO des Bataillons der Kampfingenieure. Es war während der Außenfeldübung in Khatib Bongsu passiert im Jahr 2013.